# Nigerpeton
Nigerpeton là một chi động vật lưỡng cư temnospondyli sống trong kỷ Permi khoảng 250 triệu năm trước tại Niger. Mẫu Nigerpeton đầu tiên được thu thập trong quá trình khảo sát thực địa trong tầng Moradi năm 2000 và 2003.